# Roland Young
Roland Young (Londres, Anglaterra, 11 de novembre de 1887 − Nova York, 5 de juny de 1953) va ser un actor anglès.

## Biografia[1][2]
Nascut a Londres, Anglaterra, Young va estudiar en la Sherborne School de Sherborne, i en la Universitat de Londres abans d'ingressar en la Royal Academy of Dramatic Art. Va debutar com a actor teatral en el circuit de Teatres del West End amb l'obra Find the Woman el 1908, i el 1912 va fer la seva primera actuació en el circuit de Broadway amb Hindle Wakes. Young va actuar en dues comèdies escrites per a ell per Clare Kummer, Good Gracious Annabelle! (1916) i A Successful Calamity (1917), abans de servir en l'Exèrcit dels Estats Units durant la Primera Guerra Mundial, després d'obtenir la nacionalitat nord-americana. Una vegada finalitzada la contesa va tornar a Nova York, casant-se amb la filla de Kummer, Frances. En els següents anys va actuar alternativament a Nova York i Londres.
El seu debut com a actor cinematogràfic va tenir lloc el 1922, en el film mut Sherlock Holmes, en el qual interpretava a Watson, encarnant John Barrymore a Holmes.
Després de ser contractat per Metro-Goldwyn-Mayer, Young va fer el seu primer film sonor, The Unholy Night, dirigit per Lionel Barrymore. Més endavant va ser cedit a Warner Bros. per treballar a Her Private Life, amb Billie Dove, i a la 20th Century Fox per rodar Don't Bet on a Woman, film en el qual va aconseguir l'aplaudiment de la crítica per la seva actuació com a marit de Jeanette MacDonald. Young va tornar a coincidir amb MacDonald en Annabelle's Affairs. Altres pel·lícules en les quals va actuar van ser la dirigida per Cecil B. DeMille The Prodigal (1931), The Guardsman (1931, al costat d'Alfred Lunt i Lynn Fontanne), The Pagan Lady (1932, de Columbia Studios, amb Evelyn Brent), i A Woman Commands (1932, de RKO Pictures, amb Pola Negri). La seva última pel·lícula sota contracte de MGM va ser Lovers Courageous, al costat de Robert Montgomery.

## Filmografia[3]
- 1922: Sherlock Holmes: Dr. Watson
- 1924: Griot: Houdini Hart
- 1926: Camille
- 1928: Walls Tell Tales
- 1929: Her Private Life: Charteris
- 1929: The Unholy Night: Lord "Monte" Montague
- 1929: Wise Girls: Duc Merrill
- 1930: The Bishop Murder Case: Sigurd "Erik" Arnesson
- 1930: Madam Satan: Jimmy Wade
- 1930: New Moon: Comte Igor Strogoff
- 1931: Don't Bet on Women: Herbert Drake
- 1931: The Prodigal: Doc
- 1931: Annabelle's Affairs: Roland Wimbleton
- 1931: The Squaw Man: Sir John "Johnny" Applegate
- 1931: The Pagan Lady: Dr. Heath
- 1931: The Guardsman: Bernhardt the Critic
- 1932: Lovers Courageous: Jeffrey
- 1932: A Woman Commandos: King Alexander
- 1932: One Hour with You: Professor Olivier
- 1932: This Is the Night: Gerald Grey
- 1932: Street of Women: Linkhorne "Link" Gibson
- 1932: Wedding Rehearsal: Marqués de Buckminster
- 1933: They Just Had to Get Married: Hume
- 1933: A Lady's Profession: Lord Reginald Withers
- 1933: Pleasure Cruise: Andrew Poole
- 1933: Blind Adventure: Holmes the Burglar
- 1933: His Double Life: Priam Farrel
- 1934: Here Is My Heart: Nicki, també conegut com a príncep Nickolas
- 1935: The Personal History, Adventures, Experience, and Observation of David Copperfield, the Younger: Uriah Heep
- 1935: Noblesa obliga (Ruggles of Red Gap): George Vane Bassingwell
- 1936: The Unguarded Hour: William "Bunny" Jeffers
- 1936: One Rainy Afternoon: Maillot
- 1936: Give Me Your Heart: Edward 'Tubbs' Barron
- 1936: The Man Who Could Work Miracles: George McWhirter Fotheringay
- 1937: Gypsy: Alan Brooks
- 1937: Call It a Day: Frank Haines
- 1937: King Solomon's Mines: Cmdr. Good
- 1937: Topper: Cosmo Topper
- 1937: Ali Baba Goes to Town: Sultan
- 1938: Sailing Along: Anthony Gulliver
- 1938: The Young in Heart: Coronel Anthony 'Sahib' Carleton
- 1938: Topper Takes a Trip: Cosmo Topper
- 1939: Yes, My Darling Daughter: Titus "Jay" Jaywood
- 1939: Here I Am a Stranger: Professor Daniels
- 1939: The Night of Nights: Barry Trimble
- 1940: He Married His Wife: Bill Carter també anomenat Willie
- 1940: Star Dust: Thomas Brooke
- 1940: Dulcy: Mr. Smith
- 1940: Private Affairs: Amos Bullerton
- 1940: Dulcy: Roger Forbes
- 1940: The Philadelphia Story: Oncle Willie
- 1940: No, No, Nanette: Mr. 'Happy' Jimmy Smith
- 1941: Topper Returns: Cosmo Topper
- 1941: The Flame of New Orleans: Charles Giraud
- 1941: La dona de les dues cares (Two-Faced Woman): O.O. Miller
- 1942: The Lady Has Plans: Ronald Dean
- 1942: Tots besaven la núvia (They All Kissed the Bride): Marsh
- 1942: Tales of Manhattan: Edgar
- 1943: Forever and a Day: Henry Barringer
- 1944: Standing Room Only: Ira Cromwell
- 1945: Deu negrets (And Then There Were None): Detectiu William Henry Blore
- 1947: Bond Street: George Chester-Barrett
- 1948: You Gotta Stay Happy: Ralph Tutwiler
- 1949: The Great Lover: C.J. Dabney
- 1950: Let's Dance: Edmund Pohlwhistle
- 1951: St. Benny the Dip: Matthew
- 1953: Aquel hombre de Tánger: George

## Premis i nominacions
Nominacions
- 1938: Oscar al millor actor secundari per Topper (1937)[4]